# Рось (зупинний пункт)
Рось — пасажирський залізничний зупинний пункт Козятинської дирекції Південно-Західної залізниці.
Розташований у селі Гопчиця Погребищенського району Вінницької області на лінії Козятин I — Погребище I між станціями Зарудинці (16 км) та Ржевуська (8,5 км).